# Jean Riffault
Pour les articles homonymes, voir Riffault.
 Jean René Denis Riffault (les patronymes Riffault des Hêtres, Riffault des Êtres ou Riffault Desêtres se rencontrent également), né le 2 mai 1752 à Saumur et mort le 7 février 1826 à Paris, est un chimiste, administrateur et homme politique français.

## Biographie
Jean René Denis Riffault naît le 2 mai 1752 à Saumur où son père est médecin. En 1782, il devient contrôleur à Paris pour le compte de la Régie générale des poudres et salpêtres. Deux ans plus tard, il est inspecteur dans les provinces de Touraine et d'Anjou. À cette date, son appartenance à la franc-maçonnerie est attestée. En 1786, Lavoisier lui confie la direction de la poudrerie nationale du Ripault à Monts, qui vient d'être créée. Il prend également des responsabilités politiques au niveau départemental : il est à la tête du directoire du département d'Indre-et-Loire en 1793 puis du canton de Montbazon sous le Directoire.
Il se distingue par des recherches sur l'amélioration des techniques de fabrication de la poudre, études qui lui sont demandées par Bertrand Pelletier, ce qui lui vaut de quitter le Ripault pour devenir à Paris, en 1797, l'un des administrateurs des poudres et salpêtres, fonction qui sera confirmée sous Napoléon Ier. Il garde des liens avec la franc-maçonnerie puisqu'il représente, auprès du Grand Orient de France, la loge tourangelle de la Parfaite Union. Il siège en outre au Conseil des Anciens de 1798 à 1800 pour le département d'Indre-et-Loire.
Il perd son poste d'administrateur des poudres et salpêtres à l'occasion d'une réforme de cette administration en 1817 et se consacre dès lors à la traduction et à la rédaction d'ouvrages de chimie.
Il meurt le 7 février 1826 à Paris.

## Distinctions et hommages
Jean René Denis Riffault est fait chevalier dans l'ordre national de la Légion d'honneur le 29 juillet 1816.

## Publications
Le Système universitaire de documentation répertorie 17 ouvrages ou articles auxquels Riffault collabore en tant qu'auteur ou coauteur, et 18 pour lesquels il intervient en tant que traducteur.